# 胡毋敬
胡毋敬（生年不詳—卒年不詳），又作胡母敬，姓胡毋，是中國秦朝人物，担任太史令。
在秦始皇统一规范文字的过程中，李斯将小篆的形体的开体与写法制定以后，为了推广到全国，李斯、赵高、胡毋敬等人以小篆编写书籍。胡毋敬作七章《博学篇》，文字采用《史籀篇》（大篆作品，启蒙读物），结构却略有不同，后世称为秦篆，即小篆。